# Arsenal (groupe)
Pour les articles homonymes, voir Arsenal (homonymie).
Arsenal est un groupe musical belge.

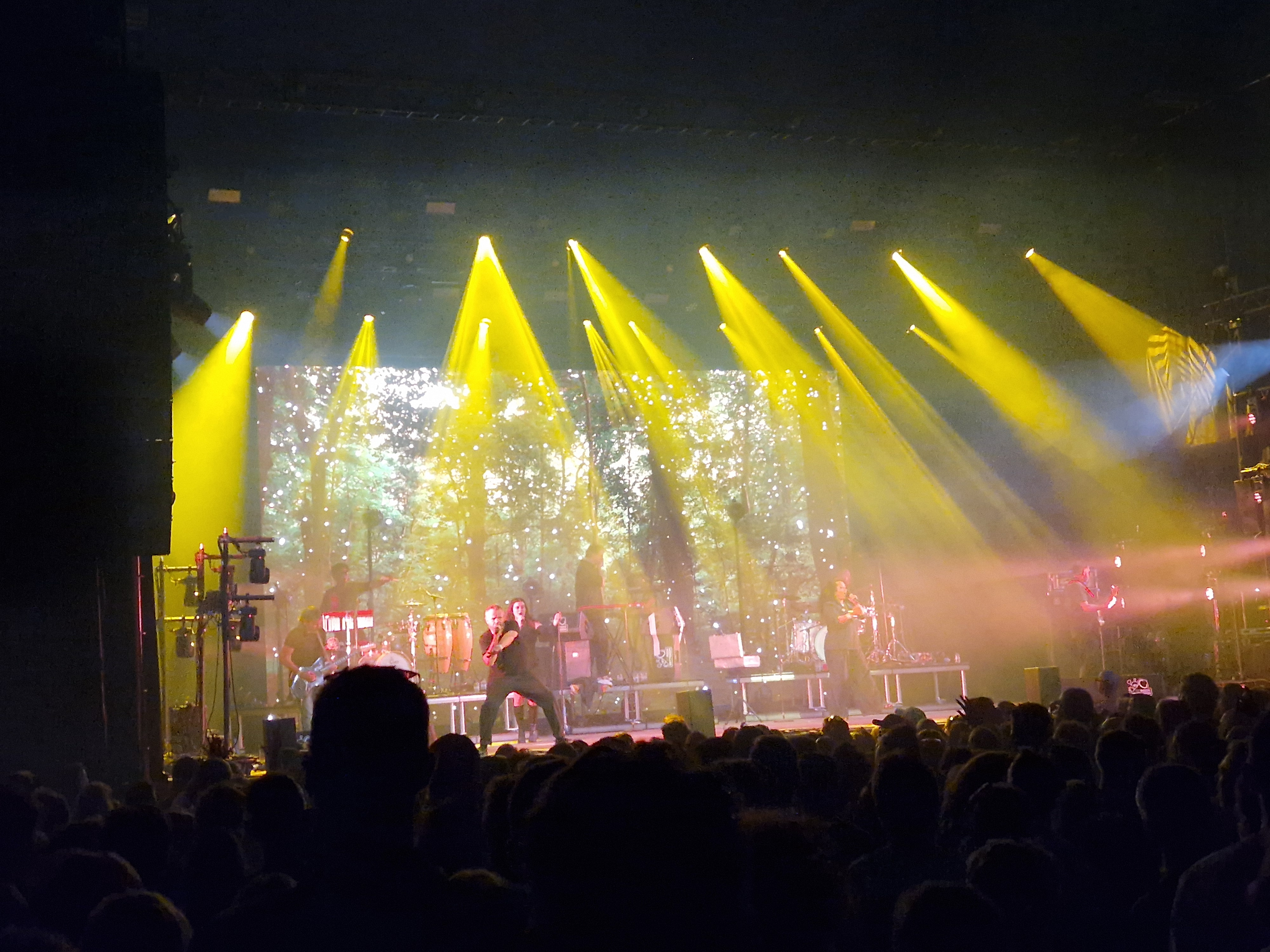
Arsenal (Rock Zottegem 2025)

Il est composé de John Roan et Hendrik Willemyns. Oyebo Soul, l'album qui a lancé le groupe, est sorti en 2003. Avec Outsides (2005), le duo est élargi grâce aux apports de Gabriel Rios, Aaron Perrino (Dear Leader) et Baloji.
Les styles de musique apparentés sont variés, c'est un mélange de genres musicaux de cultures différentes (latino, indienne, chinoise, nordique...).

## Discographie

### Albums
- 2003 : Oyebo Soul (LP)
- 2005 : Outsides (LP)
- 2008 : Lotuk (LP)
- 2011 : Lokemo (LP)
- 2014 : Furu (LP)
- 2021 : The Rythm of the Band (LP)

### Single
- 2005 : The Coming (EP)
- 2005 : Either (EP)
- 2005 : Saudade (EP)
- 2005 : Switch (EP)
- 2008 : Estupendo (EP)
- 2011 : Melvin (EP)